# Първият отмъстител: Войната на героите
„Първият отмъстител: Войната на героите“ (на английски: Captain America: Civil War) е американски филм от 2016 г. за едноименния персонаж на Марвел Комикс. Режисиран е от Антъни и Джо Русо, а сценарият е дело на Кристофър Маркъс и Стивън Макфили. Това е 13-ият филм в киновселената на Марвел и е продължение на „Първият отмъстител“ (2011) и „Завръщането на първия отмъстител“ (2014). Премиерата се състои на 12 април 2016 г. в Долби Тиътър, а по кината в България и САЩ филмът излиза съответно на 29 април и 6 май.

## Резюме
Стив Роджърс води нов отбор от Отмъстители, в продължаващите им усилия да защитават човечеството. След като инцидент включващ Отмъстителите завършва с жертви, започва политическо напрежение за създаване на система с отговорници, които да наблюдават и управляват отбора. Новите изисквания създават разделения вътре в отбора, и се формират две страни. Едната – водена от Стив Роджърс и неговото желание Отмъстителите да останат свободни да защитят човечеството, без политическа намеса, а другата – водена от Тони Старк, с неговото изненадващо решение да подкрепи управлявани от правителството Отмъстители.

## Актьорски състав
| Актьор               | Роля                                 |
| -------------------- | ------------------------------------ |
| Крис Евънс           | Стив Роджърс / Капитан Америка       |
| Робърт Дауни Джуниър | Тони Старк / Железния човек          |
| Скарлет Йохансон     | Наташа Романов / Черната вдовица     |
| Себастиан Стан       | Джеймс „Бъки“ Барнс / Зимният войник |
| Антъни Маки          | Сам Уилсън / Соколът                 |
| Дон Чийдъл           | Джеймс „Роуди“ Роудс / Бойна машина  |
| Джеръми Ренър        | Клинт Бартън / Ястребово око         |
| Чадуик Боузман       | Т'Чала / Черната пантера             |
| Пол Бетани           | Вижън                                |
| Елизабет Олсън       | Уонда Максимов / Алената вещица      |
| Пол Ръд              | Скот Ланг / Ант-Мен                  |
| Емили Ванкамп        | Шарън Картър / Агент 13              |
| Том Холанд           | Питър Паркър / Спайдър-Мен           |
| Франк Грило          | Брок Ръмлоу / Кросбоунс              |
| Уилям Хърт           | Тадиъс Рос                           |
| Даниел Брюл          | Хелмут Земо                          |
| Мартин Фрийман       | Еверет Рос                           |
| Джон Слатъри         | Хауърд Старк                         |
| Хоуп Дейвис          | Мария Старк                          |
| Мариса Томей         | Мей Паркър                           |
| Джон Кани            | Т'Чака                               |
| Флоренс Касумба      | Айо                                  |
| Кери Кондон          | П.Е.Т.Ъ.К.                           |
| Стан Лий             | Пощальон                             |